# Partisekreterare
En partisekreterare är den befattningshavare i ett politiskt parti som handhar det yttersta ansvaret för organisationsfrågor och det dagliga arbetet i partiet. Vilket inte hindrar att partisekreteraren i regel också har en central politisk position i sitt parti.
Partiledaren eller partiordföranden förmodas med denna distinktion vara den som leder det politiska arbetet, medan alltså partisekreteraren sköter organisationsfrågorna.
I Kinas kommunistiska parti har partisekreteraren en nyckelroll i att upprätthålla partiets kontroll över olika delar av staten och militär.

## Partisekreterare i svensk politik
I svensk politik är partisekreterare i vissa partier en tjänsteman adjungerad till partistyrelsen, som även utser densamme. Socialdemokraternas partisekreterare är formellt kongressvald ordinarie ledamot i partistyrelsens verkställande utskott, partisekreteraren brukar emellertid redan vara utsedd innan partikongressen och kongressens uppgift blir att bekräfta valet. Också Miljöpartiets partisekreterare är kongressvald.  I Vänsterpartiet och i Sverigedemokraterna utses partisekreteraren bland ledamöterna i partistyrelsen och ingår således som ledamot med rösträtt. Den första kvinnliga partisekreteraren i Sverige var kristdemokraternas Inger Davidson.

### Riksdagspartiernas partisekreterare
Partisekreterarna för de invalda partierna i Sveriges riksdag.
| Parti               |  | Namn                        |       |
| ------------------- |  | --------------------------- | ----- |
| Centerpartiet       |  | Karin Ernlund               | [ 1 ] |
| Kristdemokraterna   |  | Liza-Maria Norlin           | [ 2 ] |
| Liberalerna         |  | Fredrik Brange              | [ 3 ] |
| Miljöpartiet        |  | Katrin Wissing              | [ 4 ] |
| Moderaterna         |  | Karin Enström               | [ 5 ] |
| Socialdemokraterna  |  | Tobias Baudin               | [ 6 ] |
| Sverigedemokraterna |  | Mattias Bäckström Johansson | [ 7 ] |
| Vänsterpartiet      |  | Maria Forsberg              | [ 8 ] |